# 罗莎娜·韦尔尼亚诺
罗莎娜·韦尔尼亚诺（義大利語：Rosanna Vergnano，1954年5月21日—），意大利前女子篮球运动员。她曾代表意大利国家队参加1980年夏季奥林匹克运动会篮球比赛，结果获得第六名。